# Stockholmsfrestelser
Stockholmsfrestelser (originaltitel: Stockholmsfrestelser eller Ett Norrlands-herrskaps äventyr i den sköna synderskans stad) är en svensk komedifilm från 1911, i regi av Anna Hofman-Uddgren. I huvudrollerna ses Oskar Textorius, Lia Norée, Emil Adami och Ester Textorius.

## Handling
Den unge sågverksägaren Anders Person från Norrland har vunnit på lotteri och åker på nöjesresa till Stockholm med sin hustru, Julia. Väl där finner de att Julias kläder är alldeles för omoderna, så det blir först till att shoppa runt i stadens främsta damekiperingar. Sedan blir det dans och underhållning på Pinet, där finner både Anders och Julia olika kärleksintressen och förvecklingarna kan börja.

## Om filmen
Filmen spelades in bland annat på Mosebacke, Hasselbacken, Lidingöbro värdshus. Den premiärvisades 27 april 1911 på Orientaliska Teatern i Stockholm. 

## Rollista
- Oskar Textorius - Anders Person, ung rik sågverksägare
- Lia Norée - Julia Person, hans hustru
- Emil Adami - Agaton Ankarstråle, baron
- Ester Textorius - Lisa Eriksson, ung bostondansös
- Carl  Johannesson - Gunnar Ekholm, ung stockholmare
- Anna Hofman-Uddgren - fru Westergård, en tant till Julia
- Sigurd Wallén	- Sommarlund, rentier
- Anna-Lisa Hellström - ej identifierad roll
- Gösta Ekman - ej identifierad roll